# تصفيات كأس العالم 2018 (المباريات الفاصلة بين الاتحادات القارية)
لحساب تصفيات كأس العالم لكرة القدم 2018، حدد الاتحاد الدولي لكرة القدم (فيفا) بطاقتين موزعتين على 4 اتحادات قارية لحسم تأهل آخر منتخبين إلى كأس العالم لكرة القدم 2018، بحيث يتم لعب مباراتي ذهاب وإياب لتحديد مستحق بطاقة التأهل. قرر الفيفا أن تقام المباريات بين 10-15 نوفمبر 2017.

## القرعة
عقدت قرعة ملحق التصفيات بين الاتحادات القارية كجزء من القرعة التمهيدية لكأس العالم لكرة القدم 2018، والتي أقيمت في 25 يوليو 2015، في قصر قسطنطين في روسيا.
تمت القرعة بين أربعة منتخبات (يتم تحديدها لاحقا) من الاتحادات القارية الأربعة (آسيا، أمريكا الشمالية، أمريكا الجنوبية، أوقيانوسيا) على جولتين ذهاب وإياب بين المنتخبين بحيث يلعب كل منتخب مباراة داخل أرضِه ومباراة خارج أرضِه.
الفائزان بالنتيجة الإجمالية في مجموع المباراتين يتأهلان لنهائيات كأس العالم لكرة القدم 2018 في روسيا.

## الفرق المتأهلة
| الاتحاد القاري  | المستوى                                         | الفريق    |
| --------------- | ----------------------------------------------- | --------- |
| آسيا            | الفائز بالجولة الرابعة (التصفيات للمركز الخامس) | أستراليا  |
| أمريكا الشمالية | الجولة الخامسة (المركز الرابع)                  | هندوراس   |
| أمريكا الجنوبية | المركز الخامس                                   | بيرو      |
| أوقيانوسيا      | الفائز بالجولة الثالثة                          | نيوزيلندا |

## المباريات
تمت جدولة مباريات ملحق التصفيات بين الاتحادات القارية على أن تقام مابين 10 و 15 نوفمبر 2017.

### اتحاد أمريكا الشمالية ضد الاتحاد الآسيوي
| الفريق الأول | إجم. | الفريق الثاني | مباراة الذهاب | مباراة الإياب |
| ------------ | ---- | ------------- | ------------- | ------------- |
| هندوراس      | 1–3  | أستراليا      | 0–0           | 1–3           |

| هندوراس | 0–0                           | أستراليا |
| ------- | ----------------------------- | -------- |
|         | تقرير (FIFA) تقرير (CONCACAF) |          |

| أستراليا                             | 3–1                           | هندوراس    |
| ------------------------------------ | ----------------------------- | ---------- |
| يديناك 54'، 72' (ركلة.)، 85' (ركلة.) | تقرير (FIFA) تقرير (CONCACAF) | إليس 90+4' |

### اتحاد أوقيانوسيا ضد اتحاد أمريكا الجنوبية
| الفريق الأول | إجم. | الفريق الثاني | مباراة الذهاب | مباراة الإياب |
| ------------ | ---- | ------------- | ------------- | ------------- |
| نيوزيلندا    | 0–2  | بيرو          | 0–0           | 2–0           |

| نيوزيلندا | 0–0                           | بيرو |
| --------- | ----------------------------- | ---- |
|           | تقرير (FIFA) تقرير (CONMEBOL) |      |

| بيرو                   | 2–0                           | نيوزيلندا |
| ---------------------- | ----------------------------- | --------- |
| فارفان 27' · راموس 65' | تقرير (FIFA) تقرير (CONMEBOL) |           |